# Liste der Biografien/De H
Liste der Biografien |
Portal Biografien |
H Personensuche
# |
A |
B |
C |
D |
E |
F |
G |
H |
I |
J |
K |
L |
M |
N |
O |
P |
Q |
R |
S |
T |
U |
V |
W |
X |
Y |
Z |
?
 
Da |
Db |
Dc |
Dd |
De |
Dg |
Dh |
Di |
Dj |
Dk |
Dl |
Dm |
Dn |
Do |
Dq |
Dr |
Ds |
Du |
Dv |
Dw |
Dy |
Dz
 
De A |
De B |
De C |
De D |
De E |
De F |
De G |
De H |
De J |
De K |
De L |
De M |
De N |
De P |
De Q |
De R |
De S |
De T |
De V |
De W |
De Y |
De Z 

Dea |
Deb |
Dec |
Ded |
Dee |
Def |
Deg |
Deh |
Dei |
Dej |
Dek |
Del |
Dem |
Den |
Deo |
Dep |
Deq |
Der |
Des |
Det |
Deu |
Dev |
Dew |
Dex |
Dey |
Dez
Die Liste der Biografien führt alle Personen auf, die in der deutschsprachigen Wikipedia einen Artikel haben. Dieses ist eine Teilliste mit 31 Einträgen von Personen, deren Namen mit den Buchstaben „De H“ beginnt.

## De H

### De Ha
- De Haas, Eddie (1930–2022), niederländisch-US-amerikanischer Jazzmusiker
- De Haes, Charles (* 1938), belgischer Jurist und Ökonom
- De Haes, Frans (1899–1923), belgischer Gewichtheber
- De Haître, Vincent (* 1994), kanadischer Eisschnellläufer und Bahnradsportler
- De Hart, John (1727–1795), US-amerikanischer Jurist und Politiker
- de Haulleville, Prosper (1830–1898), belgischer Publizist und Führer des konstitutionellen Katholizismus
- De Haven, Edwin (1816–1865), US-amerikanischer Polarforscher und Seefahrer
- De Haven, John J. (1845–1913), US-amerikanischer Jurist und Politiker
- De Havering, John, englischer Militär und Beamter
- De Havering, Richard, englischer Geistlicher und Beamter
- De Havilland, Geoffrey (1882–1965), englischer Flugpionier und Konstrukteur
- De Havilland, Geoffrey Junior (1910–1946), englischer Flugpionier und Testpilot
- De Havilland, Olivia (1916–2020), britisch-US-amerikanische FilmschauspielerinOlivia de Havilland (1916–2020)

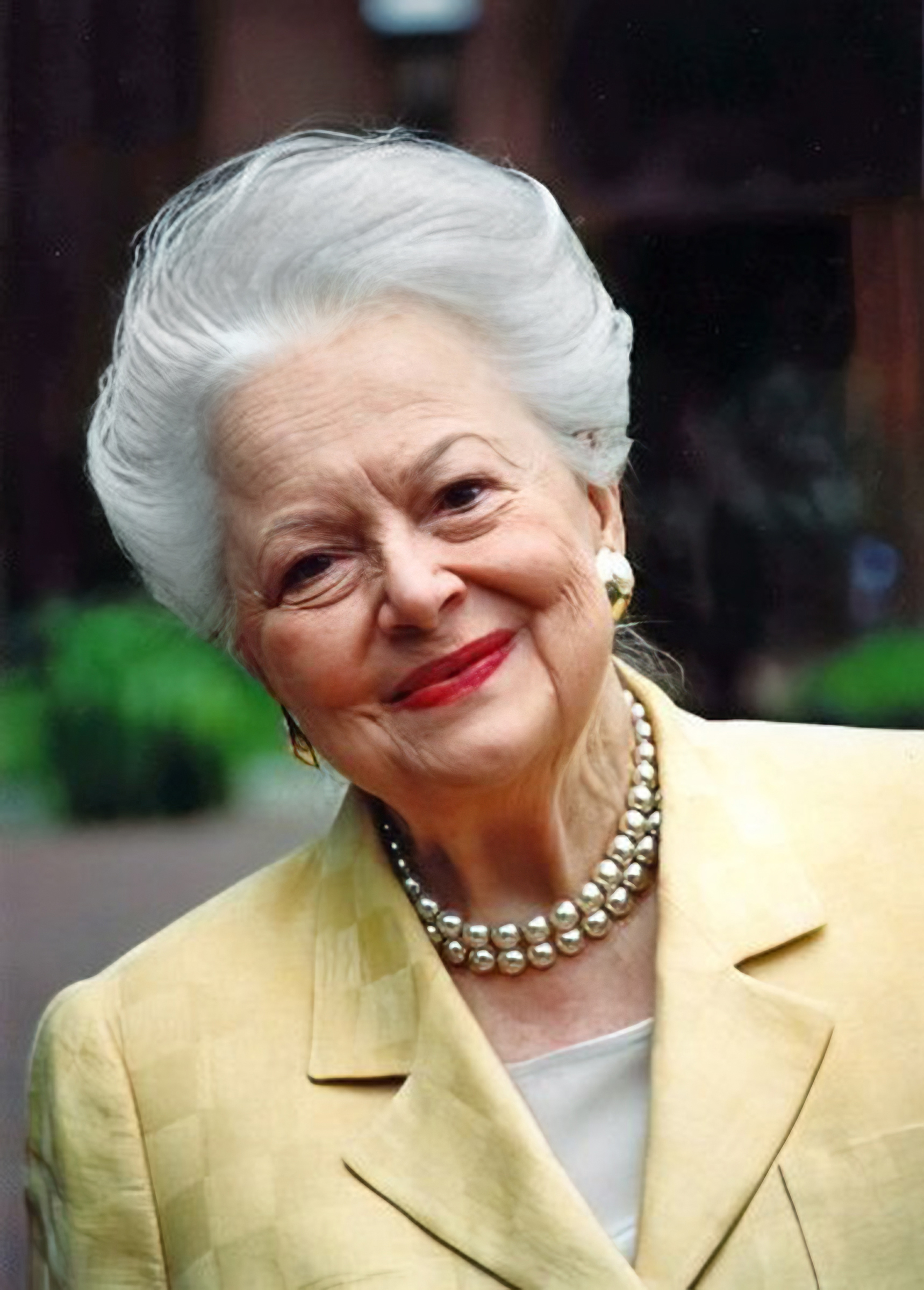
Olivia de Havilland (1916–2020)

- De Havilland, Peter (1747–1821), britischer Adeliger und Politiker
- De Havilland, Walter Augustus (1872–1968), britischer Anwalt

### De He
- De Heer, Margareta, niederländische Malerin
- De Heer, Rolf (* 1951), australischer Regisseur, Drehbuchautor und Filmproduzent
- De Heinzelin, Jean (1920–1998), belgischer Paläontologe, Geologe und Kunstsammler
- de Hemptinne, Hildebrand (1849–1913), belgischer Benediktiner, Abt und Abtprimas
- De Hemptinne, Jean-Félix (1876–1958), belgischer römisch-katholischer Ordensgeistlicher, Apostolischer Vikar von Katanga
- De Herdt, Jan, flämischer Maler und Zeichner
- de Herdt, Niki (* 1986), belgischer Eishockeyspieler
- De Hert, Albert (1921–2013), belgischer Fußballspieler
- De Hertog, Alois (1927–1993), belgischer Radrennfahrer
- de Herzelles, Ambroise-Joseph (1680–1759), 3. Marquis von Fauquez und Ittre, Superintendant und Generalmanager der Finanzen der österreichischen Niederlande
- de Herzelles, Christine-Philippine (1728–1793), Obersthofmeisterin, Vertraute Maria Theresias und Josephs II.
- De Hetre, Katherine (1946–2007), US-amerikanische Schauspielerin

### De Hi
- De Highden, Rod (* 1969), australischer Langstreckenläufer

### De Ho
- de Hodémont, Léonard († 1636), belgischer Komponist
- De Houwer, Annick (* 1958), belgische Sprachwissenschaftlerin
- De Hovre, Luc Alfons (1926–2009), belgischer Ordensgeistlicher, Weihbischof in Mechelen-Brüssel, Belgien